# Panzerregiment 69
Het Panzerregiment 69 was een Duits tankregiment van de Wehrmacht tijdens de Tweede Wereldoorlog.

## Krijgsgeschiedenis
Het Panzerregiment 69 werd op 3 januari 1944 opgericht in Frankrijk. Regimentsstaf en II. Abteilung werden gevormd door omdopen van Staf Panzerregiment Feldherrnhalle en diens II. Abteilung.
Het regiment werd als Heerestruppe opgesteld. Maar reeds in april 1944 werd de II. Abteilung weer omgedoopt in II. Abteilung van Panzerregiment Feldherrnhalle. De Staf bleef echter bestaan en ging met I./Pz.Reg.4 naar Italië naar het 14e Leger en kreeg daar ook Stu.Pz.Abt 216, Pz.Abt (Fkl) 301 en s.Pz.Abt. 508 onder bevel in februari 1944. In april kwam de staf terug en liet de genoemde onderdelen in Italië.
De Staf werd op 5 mei 1944 in Frankrijk omgedoopt in Staf Panzerregiment 116.

## Samenstelling bij oprichting
- II. Abteilung met 4 compagnieën

## Opmerkingen over schrijfwijze
- Abteilung is in dit geval in het Nederlands een tankbataljon.
- II./Pz.Rgt. 69 = het 2e Tankbataljon van Panzerregiment 69

## Commandanten
| Rang | Naam | Begin          | Eind       |
| ---- | ---- | -------------- | ---------- |
|      | ??   | 3 januari 1944 | 5 mei 1944 |

Panzerregiment 1 · Panzerregiment 2 · Panzerregiment 3 · Panzerregiment 4 · Panzerregiment 5 · Panzerregiment 6 · Panzerregiment 7 · Panzerregiment 8 · Panzerregiment 9 · Panzerregiment 10 · Panzerregiment 11 · Panzerregiment 15 · Panzerregiment 16 · Panzerregiment 17 · Panzerregiment 18 · Panzerregiment 21 · Panzerregiment 22 · Panzerregiment 23 · Panzerregiment 24 · Panzerregiment 25 · Panzerregiment 26 · Panzerregiment 27 · Panzerregiment 28 · Panzerregiment 29 · Panzerregiment 31 · Panzerregiment 33  · Panzerregiment 35 · Panzerregiment 36 · Panzerregiment 39 · Panzerregiment 69 · Panzerregiment 80 · Panzerregiment 100 · Panzerregiment 101 · Panzerregiment 102 · Panzerregiment 116 · Panzerregiment 118 · Panzer-Lehr-Regiment 130 · Panzerregiment 201 · Panzerregiment 202 · Panzerregiment 203 · Panzerregiment 204 · Schweres Panzer-Regiment Bäke · Panzerregiment Brandenburg · Panzerregiment Coburg · Panzerregiment Feldherrnhalle · Panzerregiment Feldherrnhalle 2 · Panzerregiment Hermann Göring · Panzerregiment Großdeutschland · Panzerregiment Kurmark · Panzerregiment von Lauchert · Panzerregiment Major Rettemeier · Fallschirm-Panzerregiment 1 · Fallschirm-Panzerregiment 21 · SS-Panzerregiment 1 LSSAH · SS-Panzerregiment 2 · SS-Panzerregiment 3 · SS-Panzerregiment 5 · SS-Panzerregiment 9 · SS-Panzerregiment 10 · SS-Panzerregiment 11 · SS-Panzerregiment 12